# Химична номенклатура
Химична номенклатура е система за именуване на химическите съединения и въобще за описание на химическото познание. В днешно време е установена и всепризната на световно ниво химичната номенклатура на Международния съюз за чиста и приложна химия (IUPAC).

## История
Още преди химията да бъде утвърдена като наука, дейността на алхимиците и развитието на занаятите са довели до създаване на голям брой наименования за описание на редица химични съединения. Тези наименования обаче дават малко информация за състава на съединенията. Номенклатурната система е създадена в началния период на утвърждаването на химичната наука от Луи-Бернар Гитон де Морво през 1782 г. Той обосновава основната цел на тази номенклатура като създаване на „общ метод за наименуване, който да подпомогне ума и да облекчи паметта“. Системата е разширена в сътрудничество с Лавоазие, Клод Луи Бертоле и Антоан дьо Фуркруа и е популяризирана от Лавоазие. По-късно Берцелиус подкрепя идеите на Лавоазие и адаптира номенклатурата за германските езици, разширява я и добавя много нови термини. Тази номенклатура е създадена преди атомната теория на Джон Далтон и е основана на идеята, че елементите образуват съединения с кислорода, а оксидите могат да реагират един с друг, като образуват соли. Названията, съставени от две думи, до известна степен наподобяват бинарната система, въведена от Карл Линей за растителни и животински видове.
Когато атомната теория се е развила достатъчно, за да могат записвани специфични формули за различните оксиди и другите бинарни съединения, и наименованията, отразяващи повече или по-малко точно състава им, стават общоприети, но не са били приети наименования, посочващи състава на оксосолите. До края на XIX век броят на неорганичните съединения нараства значително, но основната част на номенклатурата не претърпява големи изменения. При необходимост номенклатурата се е развивала по-скоро чрез разширяване, отколкото чрез систематизация.
Когато Арениус открива съществуването на йоните, се налага и тяхното наименуване, но е било прието, че не е необходимо създаването на нова номенклатура за солите. Катионите били назовавани чрез името на съответния метал, а анионите – чрез модифицирано название на неметалната част.
Заедно с координационната теория Алфред Вернер предлага и номенклатура за координационните съединения, която възпроизвежда състава им, а в някои случаи и структурата им. Системата на Вернер за координационните съединения е изцяло адиативна, тъй като названията на лигандите са следвани от името на централния атом. Тази номенклатура използва също дескриптори и локанти. Адиативната номенклатурна система дава възможност за разширяване и адаптиране към нови съединения и е приложима в други области на химията.

## Съвременно състояние
Наличието днес на установена и всепризната на световно ниво химична номенклатура е заслуга на стогодишната работа на Международния съюз за чиста и приложна химия (IUPAC), който успява да консолидира усилията на химиците и изработва единни принципи за наименуване на химичните съединения и химическата терминология. Днес именно номенклатурата на IUPAC е стандартно средство за комуникация в болшинството научни и промишлени области на химията.